# Oravce
Oravce – wieś (obec) na Słowacji położona w kraju bańskobystrzyckim, w powiecie Bańska Bystrzyca. Pierwsze wzmianki o miejscowości pochodzą z roku 1557.
Według danych z dnia 31 grudnia 2010, wieś zamieszkiwało 184 osób, w tym 101 kobiet i 83 mężczyzn.
W 2001 roku rozkład populacji względem narodowości i przynależności etnicznej wyglądał następująco:
- Słowacy – 100%